# Heinrich Srbik
Heinrich Ritter von Srbik (Vienna, 10 novembre 1878 – Ehrwald, 16 febbraio 1951) è stato uno storico e politico austriaco.

## Biografia
Figlio di padre austriaco e madre tedesca, si laureò in storia all'Università di Vienna, e dopo incarichi in altri istituti dal 1922 al 1945 fu professore di storia moderna nella sua Alma Mater.  La sua figura di storico è maggiormente legata alla monumentale biografia in tre volumi Metternich, der Staatsman und der Mensch ("Metternich, lo statista e l'uomo").
Conservatore, pangermanista e anti-semita, tra il 1929 e il 1930 fu ministro dell'educazione nel secondo governo Schober. In seguito all'Anschluss si avvicinò progressivamente alle posizioni del nazismo, fino ad essere eletto al Reichstag nelle sue file nel 1938. Lo stesso anno fu nominato presidente presidente dell'Accademia austriaca delle scienze, incarico che mantenne fino alla caduta del Terzo Reich. Nel dopoguerra si ritirò a vita privata in Tirolo.